# AEP Paphos
AEP Paphos (greacă Αθλητική Ένωση Πάφος; Athletic Union Paphos) a fost un club de fotbal cipriot cu sediul în Pafos. Echipa a susținut meciurile de acasă pe Stadionul Pafiako cu o capacitate de 10.000 de locuri.